# Mannerheimova linija
Mannerheimova linija (finsko: Mannerheim linja) je bila finska obrambna črta v Kareliji na meji med Finsko in Sovjetsko zvezo. Obrambno linijo so v strahu pred napadom rdeče armade začeli graditi že v letih 1920 do 1924. Gradnjo so nato za nekaj časa prekinili, med letoma 1932 in 1939 pa so z gradnjo nadaljevali, dokler je ni prekinila zimska vojna. Ime je dobila po finskem generalu Carlu Mannerheimu. V zimski vojni je bila Finska poražena, zato je utrdbe zasedla Sovjetska zveza. V nadaljevalni vojni so porušene utrdbe ponovno zavzeli Finci, dokler se leta 1944 zaradi zloma vzhodne fronte niso morali ponovno umakniti. Danes se ostanki utrdb nahajajo v Rusiji.

## Povezave (v angleščini)
- Mannerheim Line website Arhivirano 2003-11-25 na Wayback Machine.
- Bunkermuzeum Arhivirano 2011-02-15 na Wayback Machine.
- History of the Mannerheim Line Arhivirano 2003-10-04 na Wayback Machine.
- Mannerheim Line at the Northern Fortress